# 120347 Salácia
Salácia (formalmente designado 120347 Salácia; designação provisória: 2004 SB60) é um grande objeto transnetuniano e provável planeta anão localizado no cinturão de Kuiper, uma região do Sistema Solar. Este objeto é classificado como um cubewano. Ele possui uma magnitude absoluta de 4,0 e tem um diâmetro estimado em torno de 850 quilômetros. Devido ao seu tamanho relativamente grande, o mesmo é considerado um forte candidato a ser classificado como planeta anão. Salácia órbita ao redor do Sol a uma distância média ligeiramente maior que a de Plutão.

## Descoberta
120347 Salácia foi descoberto em 22 de setembro de 2004, pelos astrônomos Henry G. Roe, Michael E. Brown e Kristina M. Barkume. Através do observatório Palomar na Califórnia, Estados Unidos.
Foi observado 100 vezes, e foi recuperado em imagens que nos remonta ao ano de 1982.

## Nome
O (120347) 2004 SB60 recebeu o nome de Salácia em 18 de fevereiro de 2011. Na mitologia romana, Salácia é a deusa da água salgada e mulher de Netuno. O nome de sua lua, Actaea, foi também atribuído no mesmo dia. Actaea na mitologia é uma nereida ou "ninfa do mar".

## Características orbitais
A órbita de 120347 Salácia tem uma excentricidade de 0,108 e possui um semieixo maior de 41,888 UA. O seu periélio leva o mesmo a uma distância de 37,355 UA em relação ao Sol e seu afélio a 46,421 UA.

## Propriedades físicas
Apesar de Salácia ter uma inclinação de 24°, não é um membro da família Haumea, uma vez que o espectro do infravermelho próximo é praticamente plano e sugere uma quantidade inferior a 5% de gelo de água. A massa total do sistema Salácia-Actaea é de 4,66 ± 0,22 x 10 20 kg. Com base em seus diâmetros relativos, 96% da massa do sistema deve fazer parte de Salácia. Salácia tem o albedo e a densidade mais baixa entre os objetos transnetunianos de tamanho semelhante.

## Satélite
Salácia tem uma lua, Actaea, que órbita ao redor de seu primário a cada 5,494 dias a uma distância de 5 619 ±87 km e com uma excentricidade de 0,0084 ± 0,0076. O seu diâmetro é de 303 ± 35 km. Foi descoberta em 21 de julho de 2006 por Keith S. Noll, Harold F. Levison, Denise Stephens e Will Grundy, graças ao uso do Telescópio Espacial Hubble.